# Zlatníky-Hodkovice
Zlatníky-Hodkovice település Csehországban, Nyugat-prágai járásban. Zlatníky-Hodkovice Vestec, Jesenice, Prága, Dolní Břežany, Libeř és Psáry településekkel határos. Lakosainak száma 1388 fő (2024. január 1.).

## Népesség
A település lakosságának változását az alábbi diagram mutatja:
| Lakosok száma | 615  | 619  | 634  | 610  | 705  | 903  | 1291 | 1328 | 1335 | 1388 |
|               | 1869 | 1890 | 1921 | 1950 | 1980 | 2001 | 2017 | 2019 | 2022 | 2024 |